# 佐藤玖美
佐藤 玖美（さとう くみ、1992年4月10日 - ）は、日本の女優、シンガーソングライター、タレントであり、音楽ユニット「PAPIPO」のメンバー。東京都出身。
所属事務所はフリップアップ → 東宝芸能

## 来歴・人物・略歴
洗足学園音楽大学音楽学部音楽学科声楽コース卒業。
- 2019年より､音楽ユニット「PAPIPO」として活動。

## 出演

### テレビ
- 熱血BO-SO TV（千葉テレビ放送、2019年1月12日 - 同年12月21日） - 熱血庶務課

### ラジオ
- あの時に逢いたい

### 映画
- DONNY THE DRONE

### 舞台
- ズーキーパーズ